# Glossopteris-Flora
Als Glossopteris-Flora wird die Pflanzenwelt des Gondwana-Kontinents zur Zeit des Perm bezeichnet. Die dominierende Gattung war Glossopteris.
Die Glossopteris-Flora entwickelte sich in der Übergangszeit vom Karbon zum Perm im Verlauf des Permokarbonen Eiszeitalters. Sie ist eine an gemäßigte bis kühle Klimata angepasste Vegetationsform mit laubabwerfenden Arten, deren Holz markante Jahresringe aufweist. Diese Eigenschaften sind deutliche Kennzeichen von jahreszeitlich bedingten Temperaturschwankungen. Im Perm besiedelte die Glossopteris-Flora den südlichen Bereich von Gondwana bis in hohe Breiten.
Neben den vorherrschenden Glossopteridales umfasste die Flora Koniferen (Walkomiella), Farne der Osmundales, krautige Sphenophyllales (Phyllotheca, Schizoneura), krautige Bärlapppflanzen (Cyclodendron, Selaginella), Cycadophyta (Pseudoctenis, Dundedoonia), selten auch Ginkgophyta und vereinzelt noch paläozoische Vertreter der Samenfarne (Bergiopteris). Als pollenreich vertreten sind generell die Pteridophyta. Viele Pollenkörner besitzen ein oder zwei Pollensäcke. Die Glossopteris-Flora war wesentlich artenärmer als die zur selben Zeit existierende Flora in Europa und Nordamerika.

## Bedeutung
Die Glossopteris-Flora führte zur Bildung bedeutender Kohle-Lagerstätten, die allein in Australien auf 120 Milliarden Tonnen geschätzt werden.